# Serieåret 1969

## Händelser

### Juli
- 4-6 juli - Comic Art Convention — håller veckoslut i samband med USA:s självständighetsdag vid Statler Hilton Hotel i New York.[1]

### Okänt datum
- Rolf Gohs startar serien Mystiska 2:an.
- I Sverige övertar Semic Press Nya Seriemgasinet.[2]
- Serietidningen Rymdmannen i Sverige läggs ner.[2]
- Serietidningen Bosse och Bettan (Sugar and Spike.) i Sverige läggs ner.[2]
- Serietidningen X9 debuterar i Sverige.[3]
- I Sverige startar serietidningen Åsa-Nisse.[4]

## Pristagare
- Adamsonstatyetten: Hal Foster, Rune Andréasson

## Utgivning
- Kalle Ankas Pocket 3: Kalle Anka i knipa
- Kalle Ankas Pocket 4: Kalle Anka i toppform

### Album
- Asterix i Spanien [5]
- Asterix och skatten [5]
- Dino Buzzati – Poema a fumetti
- Dalton City (Lucky Luke) [6]
- Jesse James (Lucky Luke) [6]
- Raffel med Zafir (Spirou) [7]
- Yakari, det första albumet med Yakari

## Födda
- 4 januari - Mats Källblad, svensk serieskapare.
- 6 augusti - Tony Cronstam, svensk serietecknare och rollspelsillustratör.
- 22 november - Marjane Satrapi, iransk-fransk konstnär och serietecknare.
- 24 december - Mark Millar, brittisk seriemanusförfattare.

## Avlidna
- George Klein, långvarig Stålmannentecknare.[8]

### Fotnoter
1. ↑  The 1969 Comic Art Convention Progress Report Arkiverad 4 oktober 2007 hämtat från the Wayback Machine.
2. 1 2 3  Swecomics
3. ↑  Swecomics
4. ↑  Seriesamlarna
5. 1 2  ”Tintin”. Arkiverad från originalet den 13 februari 2011. https://web.archive.org/web/20110213010603/http://www.asterix.com/books/albums/. Läst 12 mars 2011.
6. 1 2  ”Lucky Luke på svenska”. Arkiverad från originalet den 11 november 2014. https://web.archive.org/web/20141111004811/http://www.visit.se/~dampgrodan/album_kronolog.html. Läst 12 mars 2011.
7. ↑  ”Spirou enligt Franquin”. Arkiverad från originalet den 23 juli 2010. https://web.archive.org/web/20100723064409/http://www.mantagraphics.com/franquin/helaalbum.htm. Läst 12 mars 2011.
8. ↑  Interview with Pat Sekowsky, Alter Ego #33 (Feb. 2004), pp. 5-20.